# Hultagöl (Urshults socken, Småland)
Hultagöl är en sjö i Tingsryds kommun i Småland och ingår i Mieåns huvudavrinningsområde.